# Kenan Thompson
Kenan Thompson (Atlanta, 10 maggio 1978) è un attore e doppiatore statunitense.
È conosciuto per essere un membro del cast del Saturday Night Live dal 2003. È anche conosciuto per i suoi ruoli da protagonista in Il mio grasso grosso amico Albert e  Missione hamburger e Missione hamburger 2.

## Biografia
Nel 2003 entra a far parte del cast di supporto del Saturday Night Live divenendo il primo membro del cast ad essere nato dopo il debutto del SNL nel 1975. Dal 2005 entra nel cast principale, Thompson è ora membro del cast da 22 anni superando per longevità nello show il collega Darrell Hammond (1995-2009). Detiene il record del SNL per numero di imitazioni da lui eseguite durante lo show, ben 122, tra di queste vi sono: Whoopi Goldberg, O. J. Simpson, Louis Armstrong, B.B. King, Bill Cosby, Martin Luther King Jr., Maya Angelou, Cuba Gooding Jr., will.i.am, Forest Whitaker, Herman Cain, Serena Williams e molti altri.

## Filmografia

### Attore

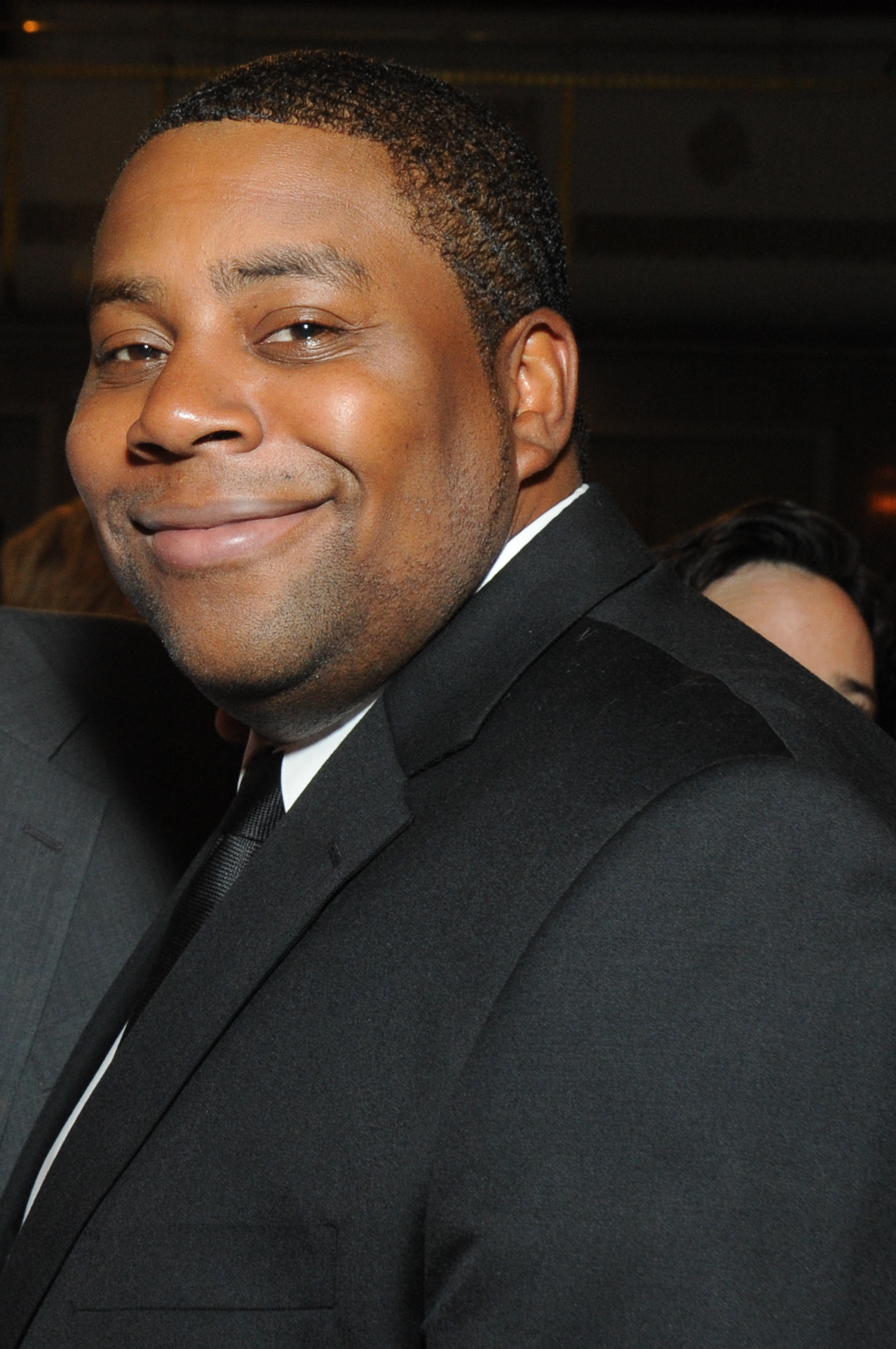
Kenan Thompson nel 2012

#### Cinema
- Piccoli grandi eroi (D2-The mighty ducks), regia di Sam Weisman (1994)
- Pesi massimi (Heavyweights), regia di Steven Brill (1995)
- Ducks - Una squadra a tutto ghiaccio (D3: The Mighty Ducks), regia di Robert Lieberman (1996)
- Missione hamburger (Good Burger), regia di Brian Robbins (1997)
- Le avventure di Rocky e Bullwinkle (The Adventures of Rocky & Bullwinkle), regia di Des McAnuff (2000)
- Two Heads Are Better Than None, regia di Matthew Szczerbienski (2000)
- Big Fat Liar, regia di Shawn Levy (2002)
- Fidanzata in prestito (Love Don't Cost a Thing), regia di Troy Beyer (2003)
- La figlia del mio capo (My Boss's Daughter), regia di David Zucker (2003)
- La bottega del barbiere 2 (Barbershop 2: Back in Business), regia di Kevin Rodney Sullivan (2004)
- Il mio grasso grosso amico Albert (Fat Albert), regia di Joel Zwick (2004)
- Snakes on a Plane, regia di David R. Ellis (2006)
- Wieners - Un viaggio da sballo (Wieners), regia di Mark Steilen (2008)
- Horror Movie (Stan Helsing), regia di Bo Zenga (2009)
- Cognati per caso (Brother Nature), regia di Oz Rodriguez e Matt Villines (2016)
- Insospettabili sospetti (Going in Style), regia di Zach Braff (2017)
- Hubie Halloween, regia di Steven Brill (2020)
- Clifford - Il grande cane rosso (Clifford the Big Red Dog), regia di Walt Becker (2021)
- Home Sweet Home Alone - Mamma, ho perso l'aereo (Home Sweet Home Alone), regia di Dan Mazer (2021)
- Bros, regia di Nicholas Stoller (2022)
- Missione hamburger 2 (Good Burger 2), regia di Phil Traill (2023)

#### Televisione
- All That – serie TV, 54 episodi (1994-2000)
- Kenan & Kel – serie TV, 65 episodi (1996-2000)
- Saturday Night Live – programma TV, 364 puntate (2003-in corso)
- iParty con Victorious (iParty con Victorious), regia di Steve Hoefer – film TV (2011)
- Psych – serie TV, episodio 4x07 (2009)
- Unbreakable Kimmy Schmidt – serie TV, 4 episodi (2016-2019)
- Kenan – serie TV, 13 episodi (2021-in corso)

### Doppiatore

#### Cinema
- Space Chimps - Missione spaziale (Space Chimps), regia di Kirk DeMicco (2008)
- I Puffi (The Smurfs), regia di Raja Gosnell (2011)
- I Puffi 2 (The Smurfs 2), regia di Raja Gosnell (2013)
- Rock Dog, regia di Ash Brannon (2016)
- Il Grinch (Dr. Seuss' The Grinch), regia di Yarrow Cheney e Scott Mosier (2018)
- Playmobil: The Movie, regia di Lino DiSalvo (2019)
- Wonder Park, regia di Dyland Brown (2019)
- Trolls World Tour, regia di Walt Dohrn e David P. Smith (2020)
- Trolls - Buone feste in armonia (Trolls: Holiday in Harmony), regia di Sean Charmatz e Tim Heitz (2021) - cortometraggio
- Trolls 3 - Tutti insieme (Trolls Band Together), regia di Walt Dohrn (2023)

#### Televisione
- La Grande B! (The Mighty B!) – serie animata, 5 episodi (2008-2009)
- The Awesomes – serie animata, 30 episodi (2013-2015)
- Nature Cat – serie animata, 13 episodi (2015-2019)
- Scooby-Doo and Guess Who? – serie animata, episodio 1x15 (2019)
- Trolls: TrollsTopia – serie animata, 14 episodi (2020-2022)
- Bless the Harts – serie animata, 6 episodi (2021)

## Doppiatori italiani
Nelle versioni in italiano delle opere in cui ha recitato, Kenan Thompson è stato doppiato da:
- Paolo Vivio ne Il mio grasso grosso amico Albert, Insospettabili sospetti, Hubie Halloween, Home Sweet Home Alone - Mamma, ho perso l'aereo
- Corrado Conforti ne La figlia del mio capo, Horror Movie
- Nanni Baldini ne La bottega del barbiere 2, Clifford - Il grande cane rosso
- Stefano Crescentini in Piccoli grandi eroi
- Alessandro Tiberi in Kenan & Kel
- Gianluca Tusco in Missione hamburger
- Francesco Pezzulli in Snakes on a Plane
- Fabrizio Vidale in Psych
- Paolo De Santis in iCarly
- Simone Mori in Wieners - Un viaggio da sballo
- Davide Lepore in Unbreakable Kimmy Schmidt (ep. 3x06, 4x08 e 4x12)
- Daniele Valenti in Unbreakable Kimmy Schmidt (ep. 3x12)
- Gabriele Donolato in Missione hamburger 2

Da doppiatore è sostituito da:
- Roberto Stocchi in Space Chimbs - Missione spaziale
- Luigi Ferraro in Rock Dog
- Alessandro Quarta ne Il Grinch
- Paolo Marchese in Playmobil: The Movie (dialoghi)
- Daniele Vit in Playmobil: The Movie (canto)
- Rosario Morra in Wonder Park
- Paolo Vivio in Scooby-Doo and Guess Who?
- Sergio Sylvestre in Trolls World Tour
- Dodo Versino in Trolls: TrollsTopia
- Antonino Saccone in Trolls 3 - Tutti insieme